# Modelparken Danmark
Modelparken Danmark er et parkanlæg med minitog ved Egå nord for Aarhus. I sommerhalvåret kan de besøgende køre rundt i parken med forskellige tog i størrelsesforholdene 1:4 og 1:8. Baneanlægget er på 550 meter og er desuden forsynet med remise, værksted, en jernbaneoverskæring med bomme og et stationsområde med billethus.
De fleste af banens tog ejes af medlemmer af foreningen Modelparken Danmark, der driver parken. Der er tre damplokomotiver, der drives rigtigt med kul og vand. Andre lokomotiver drives med diesel eller benzin, men det mest udbredte er batterier. Nogle af togene har danske forbilleder, for eksempel DSB's motorvogn litra MO og en bornholmsk rangertraktor, mens andre har udenlandske forbilleder, så som et tysk damplokomotiv fra industribaner og et australsk diesellokomotiv. DSB Traktor 57 med den tilhørende pengeskabsvogn fra spillefilmen Olsen-banden på sporet er også repræsenteret. Blandt de nyere indslag er et letbanetog fra Aarhus Letbane. Der er dog også enkelte fiktive tog så som et bamsetog.
Foreningen Modelparken Danmark blev etableret under navnet Viby Minitog i 2002 og kørte til at begynde med på en transportabel bane. I 2009 indgik foreningen en lejeaftale med et gartneri ved Egå om et stykke jord, hvor der kunne anlægges en permanent bane. Jordarbejdet gik i gang i april 2010, og efterfølgende anlagdes der spor, remise, værksted, billethus mv. Desuden blev området givet parkkarakter med blomsterbede og kuperede græsplæner. I pinsen 2012 kunne foreningen, der havde skiftet navn til Modelparken Danmark, så åbne officielt for driften. På sigt er det meningen, at parken skal udbygges med yderligere spor og baner, ligesom det er tanken at anlægge et vandløb igennem den.